# Хоакин Кореа
Карлос Хоакин Кореа (шп. Carlos Joaquín Correa; Хуан Баутиста Алберди, 13. август 1994) је аргентински фудбалер који тренутно наступа за Ботафого. Игра на позицији нападача.

## Успеси
Севиља
- Куп Шпаније: (финале: 2017/18)[6]
- Суперкуп Шпаније: (финале: 2016)[7]

 Лацио
- Куп Италије (1) : 2018/19.[8]
- Суперкуп Италије (1) : 2019.[9]

 Интер
- Куп Италије  (2) : 2021/22,[10] 2022/23.[11]
- Суперкуп Италије  (2) : 2021,[12] 2022.[13]
- Лига шампиона: (финале: 2022/23)[14]

 Аргентина
- Копа Америка (1) :  2021.[15]